# Julia Christiansen Hoffmanová
Julia Christiansen Hoffmanová (30. března 1856, Manti – 30. listopadu 1934, Portland) byla americká umělkyně, fotografka a mecenáška umění, která prostřednictvím výstav a uměleckých kurzů podporovala Hnutí uměleckých řemesel v Portlandu v americkém státě Oregon. V roce 1907 vedla založení Arts and Crafts Society of Portland, předchůdce Oregon College of Art and Craft.

## Životopis
Julia Elizabeth Christiansen, dcera dánských přistěhovalců Hamonda a Elizabethy Christiansenových, se narodila 30. března 1856 v Manti, Sanpete County, Utah, severovýchodně od Gunnisonu. V roce 1881 se přestěhovala do Portlandu a v roce 1883 se provdala za Lee Hoffmana (1850–1895), portlandského stavitele. V roce 1887, když Lee dokončil Morrison Bridge, první most přes řeku Willamette, byla Julia Christiansen Hoffmanová „první osobou, která ‚přešla Willamette‘“. Hoffmanovi měli dvě děti: jejich syn Lee Hawley se narodil v roce 1884 a dcera Margery se narodila v roce 1888.
Manžel Hoffmanové zemřel při střelbě v roce 1895 a ona přestěhovala svou rodinu do Bostonu, kde hledala lepší vzdělávací příležitosti pro své děti. Na konci 19. stoletíHoffmanová vstoupila do Society of Arts and Crafts, Boston; navštěvovala kurzy v Grundemann Studios při Boston Art Students' Association a studovala u stříbrotepce George Christiana Gebeleina. Alespoň jednou ročně podnikala výlety do Portlandu a v roce 1902 se stala první celoživotní členkou Portland Art Association, předchůdce Portland Art Museum. Poskytla plat prvního instruktora designu na Museum Art School, předchůdce Pacific Northwest College of Art. V létě 1906 se vrátila, aby si z Portlandu udělala trvalé bydliště, kde studovala u Franka Dumonda.

## Hnutí uměleckých řemesel v Portlandu
V Portland Art Museum dne 7. října 1907 byl Hoffmanová mezi 150 lidmi, kteří se sešli, aby založili Hnutí uměleckých řemesel (Arts and Crafts Society of Portland), která se v roce 1978 stala Oregonskou školou umění a řemesel, a Oregon College of Art and Craft (OCAC). v roce 1996. Hoffmanová byla „fotografka, malířka, sochařka, kovodělnice a švadlena“, která chtěla „podporovat Hnutí uměleckých řemesel prostřednictvím školení a výstav“. Podle Richarda S. Christena byla také „jedním z předních občanů Portlandu a možná jeho nejzapálenějším řemeslníkem“. Christen napsal: „Více než kdokoli jiný vzbudila Hoffmanová ve městě zájem o ruční práce. Pomohla také navrhnout ústavu a stanovy nové společnosti a jako jedna z jejích původních správců, její druhý prezident a její hlavní mluvčí po dobu třiceti let vdechla instituci svou vizi umění a řemesel.“
Hoffmanová se dohodla s Henriettou Failingovou, kurátorkou Portlandského muzea umění, na vystavení „špičkových řemeslných prací“ „nejúspěšnějších a nejrespektovanějších výtvarných umělců v Americe“. Portlandský týdeník Spectator uvedl, že jde o „nejzajímavější a nejpoučnější výstavu, která kdy byla v muzeu uvedena“.
Hoffmanová věřila, že Hnutí uměleckých řemesel v Portlandu by mohla pomoci zlepšit životy dělníků a jejich rodin, a hledala širokou škálu dostupných míst pro sponzorování aktivit a výstav – „veletrhy, školy, knihovny, obchodní domy“. Její dcera Margery Hoffmanová Smithová napsala, že její matka „silně cítila, že ve všech lidských bytostech je tvůrčí impuls, který potřebuje výstup... takové impulsy, které mají být vyjádřeny, je zásadní pro blaho jednotlivce“.
Dne 6. listopadu 1934 byla Hoffmanová sražena autem, když přecházela portlandskou ulici. Utrpěla otřes mozku a zlomeninu ramene a zemřela o necelý měsíc později, 30. listopadu 1934.
Na její počest je pojmenována Galerie Hoffmanové v OCAC.

## Galerie

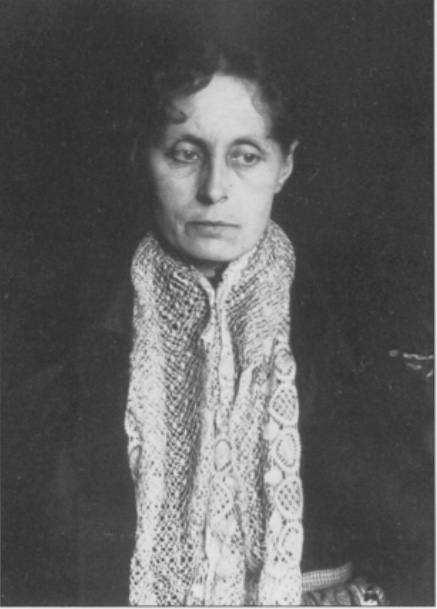
Autoportrét, 1885
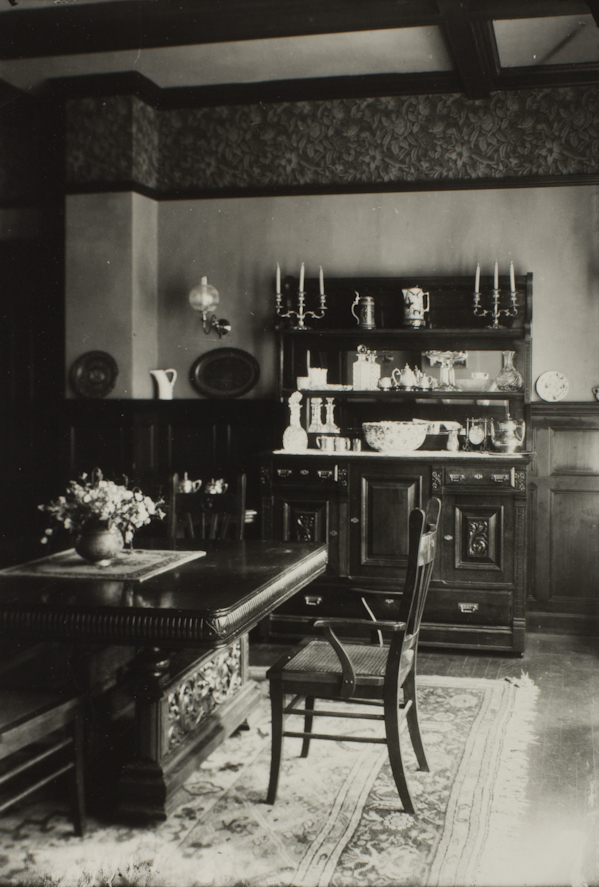
714 Everett Street, Portland, ca. 1890
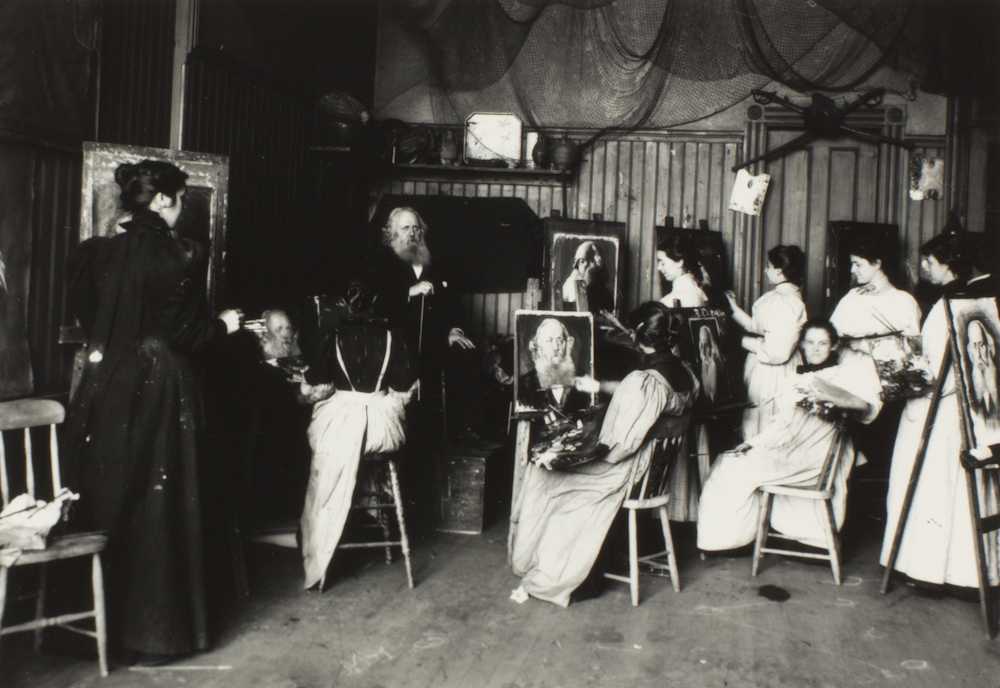
Kurz malby učil Frank DuMond v ateliéru Christiansena Hoffmana, ca. 1895
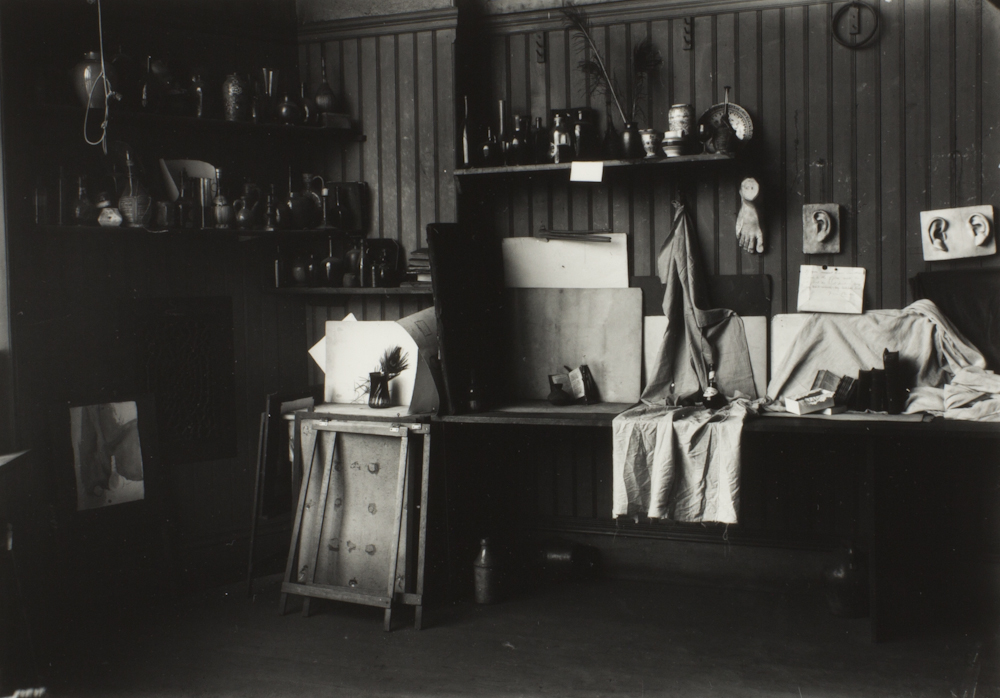
Studio Christiansena Hoffmana, ca. 90. léta 19. století